# Astragalus accumbens
Astragalus accumbens es una especie de planta herbácea perteneciente a la familia de las leguminosas. Es originaria de Norteamérica
Es una planta herbácea perennifolia, originaria de Norteamérica, distribuyéndose por Estados Unidos en Nuevo México.

## Taxonomía
Astragalus accumbens fue descrita por   Edmund Perry Sheldon y publicado en Minnesota Botanical Studies 1(1): 20. 1894.
Etimología
Astragalus: nombre genérico derivado del griego clásico άστράγαλος y luego del Latín astrăgălus aplicado ya en la antigüedad, entre otras cosas, a algunas plantas de la familia Fabaceae, debido a la forma cúbica de sus semillas parecidas a un hueso del pie.
accumbens: epíteto latino que significa "acoostada".
Sinonimia
- Astragalus missouriensis var. accumbens (E.Sheld.) Isely
- Astragalus procumbens S.Watson
- Batidophaca accumbens (E. Sheld.) Rydb.